# Dunseith
Dunseith és una població dels Estats Units a l'estat de Dakota del Nord. Segons el cens del 2000 tenia 739 habitants.

## Demografia
Segons el cens del 2000, Dunseith tenia 739 habitants, 253 habitatges, i 178 famílies. La densitat de població era de 282,5 hab./km².
Dels 253 habitatges en un 44,3% hi vivien nens de menys de 18 anys, en un 31,6% hi vivien parelles casades, en un 32,4% dones solteres, i en un 29,6% no eren unitats familiars. En el 26,5% dels habitatges hi vivien persones soles el 9,5% de les quals corresponia a persones de 65 anys o més que vivien soles. El nombre mitjà de persones vivint en cada habitatge era de 2,74 i el nombre mitjà de persones que vivien en cada família era de 3,23.
Per edats la població es repartia de la següent manera: un 35,2% tenia menys de 18 anys, un 11,1% entre 18 i 24, un 23,8% entre 25 i 44, un 14,5% de 45 a 60 i un 15,4% 65 anys o més.
L'edat mediana era de 28 anys. Per cada 100 dones de 18 o més anys hi havia 80,1 homes.
La renda mediana per habitatge era de 17.917 $ i la renda mediana per família de 19.531 $. Els homes tenien una renda mediana de 21.042 $ mentre que les dones 20.250 $. La renda per capita de la població era de 9.478 $. Entorn del 40% de les famílies i el 36,5% de la població estaven per davall del llindar de pobresa.

## Poblacions més properes
El següent diagrama mostra les poblacions més properes.